# Zofia Szmydtowa
Zofia Wanda Szmydtowa (ur. 21 kwietnia 1893 w Petersburgu, zm. 3 marca 1977 w Warszawie) – polska historyczka i teoretyk literatury, profesor Uniwersytetu Warszawskiego.

## Życiorys

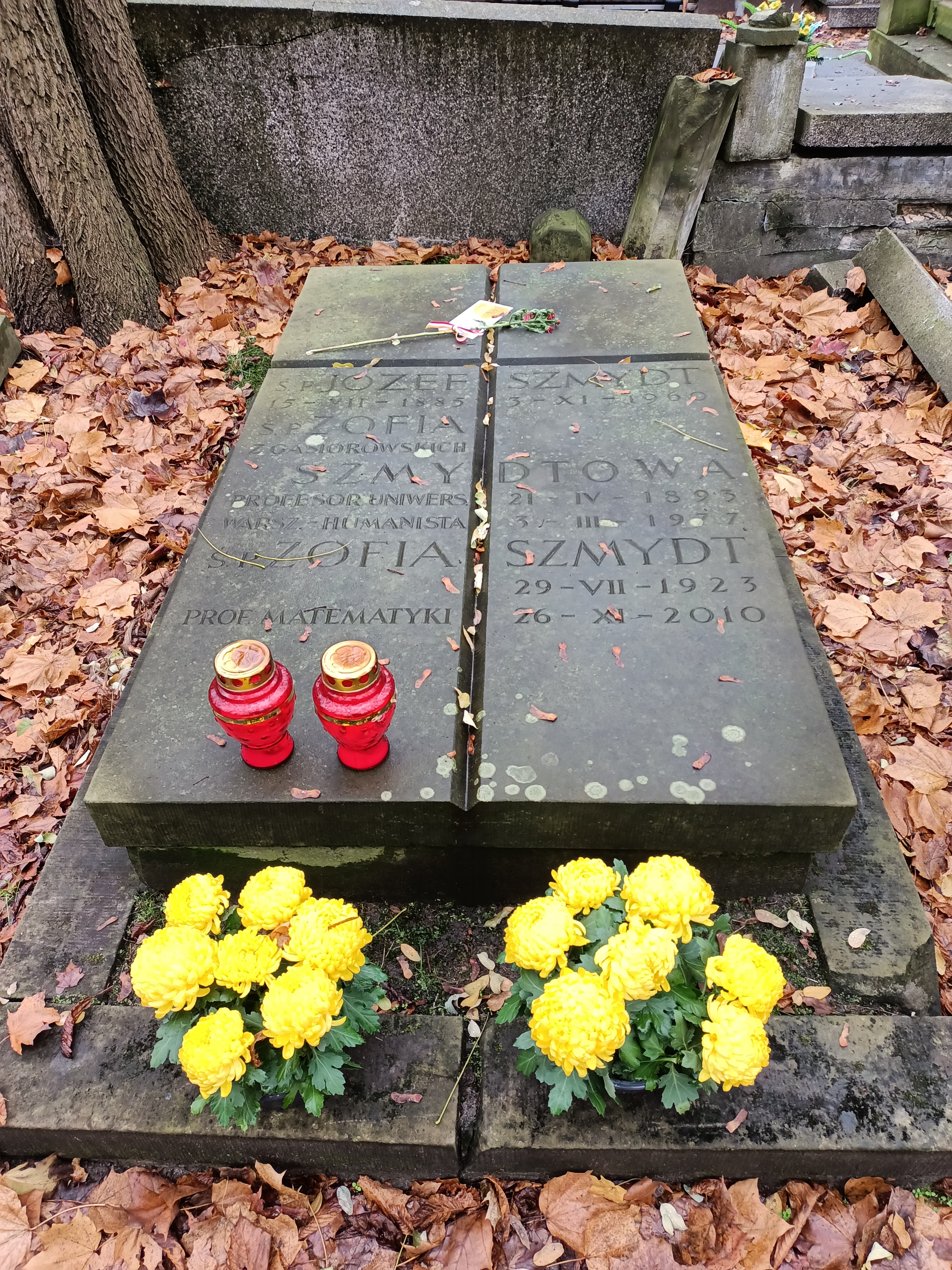
Grób Zofii Szmydt na cmentarzu Powązkowskim w Warszawie

Urodziła się w rodzinie Józefa Gąsiorowskiego (1855–1901), nauczyciela gimnazjalnego, bibliotekarza Cesarskiej Akademii Nauk w Petersburgu, działacza społecznego i oświatowego, i Władysławy z Holców (zm. 1944). Miała czworo rodzeństwa: Mirosława, Bronisława (poległego w 1920 w wojnie polsko-bolszewickiej), Władysławę i Mieczysławę. W 1901 (po śmierci ojca) przyjechała z matką i rodzeństwem do Warszawy. W latach 1902–1909 uczyła się na pensji Jadwigi Sikorskiej, gdzie m.in. języka polskiego uczył ją Bronisław Chlebowski. W 1910 uzyskała patent nauczycielki języka polskiego, a w 1911 zdała eksternistycznie maturę w VI Gimnazjum Filologicznym. Rok później zaczęła studia filologiczne i historyczne na Wydziale Filozoficznym Uniwersytetu Jagiellońskiego. Była członkinią „Zjednoczenia”, organizacji skupiającej młodzież narodową.
Po wybuchu I wojny światowej przerwała studia, wróciła do Warszawy, gdzie podjęła pracę nauczycielki w żeńskich szkołach gimnazjalnych. W 1917 wróciła na UJ, gdzie uzyskała w czerwcu 1917 stopień doktora filozofii. W 1918 ponownie pracowała jako nauczycielka w warszawskich gimnazjach. Współpracowała z wieloma czasopismami literackimi. W 1923 otrzymała nagrodę Kasy im. Józefa Mianowskiego dla młodych naukowców.
Od 15 kwietnia 1926 pracowała w Katedrze Historii Literatury Polskiej Wydziale Polonistyki Uniwersytetu Warszawskiego, początkowo jako młodsza asystentka, od października 1926 – jako starsza asystentka. Po habilitacji uzyskała w 1933 stanowisko docenta. Od 1934 do 1939  i od 1956 to 1976 redaktor naczelny Rocznika Literackiego.
W czasie okupacji niemieckiej uczestniczyła w tajnym nauczaniu. Część jej prac uległa zniszczeniu w czasie powstania warszawskiego. Po jego upadku przeniosła się do Krakowa, ale już w lutym 1945 wróciła do Warszawy i od maja tego roku wykładała na Uniwersytecie Warszawskim. 1 lipca 1946 otrzymała stanowisko docenta etatowego. W 1949 została honorowym członkiem Sekcji Tłumaczy PEN Clubu. W 1954 otrzymała tytuł profesora nadzwyczajnego i w 1955 objęła stanowisko kierowniczki Katedry Historii Literatury Polskiej UW. 1 marca 1959 otrzymała tytuł profesora zwyczajnego. W 1965 odeszła na emeryturę.
W październiku 1919 wyszła za Józefa Szmydta (1885–1960), rolnika z wyższym wykształceniem, pracującego w dobrach Komarów na Wileńszczyźnie. Mieli dwie córki: Marię Danutę (1920–2011), późniejszą Gniewiewską i Zofię Szmydt (1923–2010). Od 1929 do końca życia (z przerwami na wyjazdy do Krakowa) mieszkała z rodziną przy ul. Górnośląskiej 16/20, w mieszkaniu należącym poprzednio do Władysława Reymonta.
Zmarła w Warszawie, pochowana na cmentarzu Powązkowskim (kwatera 263-5-23).

## Niektóre publikacje
- Wpływ Moliera na komedie Krasickiego, „Pamiętnik Literacki” (1913–1914, jako Zofia Gąsiorowska, debiut)
- Służba narodowa w sprawie Andrzeja Towiańskiego, Kraków 1918 (jako Zofia Gąsiorowska, podstawa doktoratu)
- Lenartowicz w wykładzie szkolnym, [w:] „Przegląd Pedagogiczny” (1918, jako Zofia Gąsiorowska)
- Teofil Lenartowicz. W setną rocznicę urodzin, [w:] „Przegląd Warszawski” (1922)
- Norwida przekład ody Horacego „Ad Pompeium” (1923)
- Norwid a Kochanowski (1925)
- Norwid wobec tradycji literackiej (1925)
- Miara i symbol wielkości w poezji Norwida (1930)
- O misteriach Cypriana Norwida (1932, podstawa habilitacji)
- Platon w twórczości Norwida (1936)
- Problemy poetyki Arystotelesa (1937)
- Nowele Norwida (1938)
- Wstęp do antologii Liryka romantyczna (1947)
- „Odprawa posłów greckich”. Studium morfologiczne (1947)
- O pierwszej księdze „Poetyki” Sarbiewskiego (1949)
- Przysłowia i zwroty przysłowiowe w utworach Kochanowskiego (1954)
- Czynniki rodzime i obce w przekładzie literackim (1955)
- Erazm z Rotterdamu a Kochanowski (1958)
- Norwid wobec włoskiego Odrodzenia (1961)
- Monografia Rousseau – Mickiewicz i inne studia (1961) poprzedzona licznymi studiami szczegółowymi:
  - „Dziady” wileńskie w świetle dialogów Platona (1933),
  - Osobowość Mickiewicza (1934),
  - „Pan Tadeusz” jako epos (1935),
  - Problematyka i kompozycja „Grażyny” na tle jej rodowodu literackiego (1946),
  - Czynniki gawędowe w poezji Mickiewicza (1948),
  - Mickiewicz jako tłumacz z literatur zachodnioeuropejskich (1955)
- Refleksje nad oryginalnością „Odprawy posłów greckich” (1963)
- Listy poetyckie Norwida (1964)
- Kochanowski na tle polskiego i europejskiego renesansu [w:] „Poeci i poetyka”, Warszawa 1964
- Cervantes, wydanie 2., Warszawa 1965
- Jan Kochanowski, Warszawa 1968
- Nowele weneckie Norwida. Genius loci (1969)
- Norwid wobec włoskiego Odrodzenia, [w:] „Studia i portrety”, Warszawa 1969
- „Pochwala głupoty” jako twór myśli i sztuki pisarskiej Erazma (1970)
- Funkcja stylu w teorii i w praktyce autorskiej Erazma (1971)
- Erazma „Język” i jego polskie powiązania (1971)
- Erazm – Tomasz More – Piotr Tomicki (1969)
- Rej wobec Erazma (1971)
- Rej wobec Erazma, [w:] „O Erazmie i Reju”, Warszawa 1972, s. 283[5]

## Ordery i odznaczenia
- Krzyż Komandorski Orderu Odrodzenia Polski (1957)
- Złoty Krzyż Zasługi (dwukrotnie: 1938, 28 września 1954[6])
- Srebrny Wawrzyn Akademicki (5 listopada 1935)[7]
- Medal 10-lecia Polski Ludowej (19 stycznia 1955)[8]
- Odznaka tytułu honorowego „Zasłużony Nauczyciel Polskiej Rzeczypospolitej Ludowej” (1966)
- Medal Pamiątkowy Uniwersytetu Warszawskiego (1958)